# Bathyarchaeota
Bathyarchaeota är ett fylum av arkéer inom riket Proteoarchaeota. Fylumet beskrevs av Jun Meng, Jun Xu, Dan Qin, Ying He, Xiang Xiao och Fengping Wang år 2014. Namnet kommer från grekiskans "bathys" som betyder djup. Detta gavs till fylumet på grund av dess "djupa" placering i släktträdet av arkéer när Bathyarchaeota först beskrevs. Proverna som användes när fylumet först beskrevs kom från sedimentprov i grunt vatten vid ön Qi'ao Dao och i mangroveträsk vid floden Jiulong Jiang, båda i Kina.